# Ultime Recours (série télévisée)
Pour les articles homonymes, voir Ultime recours.
Ultime recours (Vengeance Unlimited) est une série télévisée américaine en 16 épisodes de 42 minutes, créée par John McNamara et diffusée entre le 29 septembre 1998 et le 25 février 1999 sur le réseau ABC.
En France, la série a été diffusée à partir du 6 octobre 1999 sur Série Club et rediffusée sur France 2.

## Synopsis
M. Chapel est un homme étrange et mystérieux qui propose ses services à ceux qui ont été victimes d'une injustice. Pour cela, il vous demande 1 million de dollars ou alors, qu'un jour, vous lui rendiez un service. Dans le cas où vous choisissez de rendre un service, M. Chapel peut débarquer à n'importe quel moment de votre vie pour que vous vous acquittiez de votre dette.

## Distribution
- Michael Madsen : M. Chapel
- Kathleen York : K.C. Griffin

## Épisodes
1. Paradis pour tous (Cruel and Unusual)
2. Victime de circonstance (Victim of Circumstances)
3. Eden (Eden)
4. Provocation (Bitter End)
5. Justice (Justice)
6. Ambition (Ambition)
7. Retour à l'expéditeur (Security Denied)
8. Une sanction exemplaire (Dishonorable Discharge)
9. Affaire de famille (Noir)
10. Vendetta (Vendetta)
11. Confiance (Confidence)
12. Le Jugement (Judgment)
13. La Clique (Clique)
14. Situation critique (Critical)
15. Intimidation (Legalese)
16. Amis (Friends)